# Razak Boukari
Razak Boukari, właśc. Abdoulrazak Boukari (ur. 25 kwietnia 1987 w Lomé) – togijski piłkarz występujący na pozycji napastnika w LB Châteauroux.

## Kariera klubowa
Boukari urodził się w Togo, ale jako dziecko emigrował z rodziną do Francji. Tam w 2004 roku rozpoczynał zawodową karierę w drugoligowym klubie LB Châteauroux. W Ligue 2 zadebiutował 22 października 2004 w zremisowanym 1:1 meczu z Grenoble Foot 38, w którym strzelił także gola. Przez dwa sezony w Châteauroux Boukari rozegrał 48 ligowych spotkań i zdobył 7 bramek.
W 2006 roku podpisał kontrakt z pierwszoligowym RC Lens. W Ligue 1 pierwszy mecz rozegrał 5 sierpnia 2006 przeciwko Troyes AC (1:0). W 2008 roku Boukari spadł z klubem do Ligue 2, ale po roku powrócił z nim do Ligue 1. 15 sierpnia 2009 w przegranym 1:4 spotkaniu z Girondins Bordeaux strzelił swojego pierwszego gola w Ligue 1.
W styczniu 2011 odszedł do także pierwszoligowego Stade Rennais FC, a 27 sierpnia 2012 roku podpisał kontrakt z angielskim Wolverhampton.
27 sierpnia 2013 roku został wypożyczony do FC Sochaux. Po sezonie 2013/2014 wrócił do Wolverhampton, jednak przez dwa kolejne sezony nie zagrał tam w żadnym meczu. W 2016 roku wrócił do LB Châteauroux, grającego w Championnat National. W sezonie 2016/2017 awansował z nim do Ligue 2.
| Sezon   | Klub             | Kraj    | Rozgrywki    | Mecze | Bramki | Europejskie puchary                  | Mecze | Bramki |
| ------- | ---------------- | ------- | ------------ | ----- | ------ | ------------------------------------ | ----- | ------ |
| 2004/05 | LB Châteauroux   | Francja | Ligue 2      | 14    | 5      | –                                    | –     | –      |
| 2005/06 | LB Châteauroux   | Francja | Ligue 2      | 34    | 2      | –                                    | –     | –      |
| 2006/07 | RC Lens          | Francja | Ligue 1      | 29    | 0      | Puchar UEFA                          | 8     | 1      |
| 2007/08 | RC Lens          | Francja | Ligue 1      | 19    | 0      | Puchar Intertoto kw. do Pucharu UEFA | 1 2   | 0      |
| 2008/09 | RC Lens          | Francja | Ligue 2      | 26    | 4      | –                                    | –     | –      |
| 2009/10 | RC Lens          | Francja | Ligue 2      | 27    | 4      | –                                    | –     | –      |
| 2010/11 | RC Lens          | Francja | Ligue 1      | 18    | 3      | –                                    | –     | –      |
| 2010/11 | Stade Rennais FC | Francja | Ligue 1      | 18    | 4      | –                                    | –     | –      |
| 2011/12 | Stade Rennais FC | Francja | Ligue 1      | 20    | 3      | kw. do Ligi Europy Liga Europy       | 4     | 2 0    |
| 2012/13 | Wolverhampton    | Anglia  | Championship | 4     | 0      | –                                    | –     | –      |
| 2013/14 | FC Sochaux       | Francja | Ligue 1      | 10    | 0      | –                                    | –     | –      |
| 2014/15 | Wolverhampton    | Anglia  | Championship | 0     | 0      | –                                    | –     | –      |
| 2015/16 | Wolverhampton    | Anglia  | Championship | 0     | 0      | –                                    | –     | –      |
| 2016/17 | LB Châteauroux   | Francja | National     | 22    | 6      | –                                    | –     | –      |
| 2017/18 | LB Châteauroux   | Francja | Ligue 2      | 23    | 1      | –                                    | –     | –      |
| 2018/19 | LB Châteauroux   | Francja | Ligue 2      | 17    | 4      | –                                    | –     | –      |
| 2019/20 | LB Châteauroux   | Francja | Ligue 2      |       |        | –                                    | –     | –      |